# Afšárovci
Afšárovci (persky افشاریان, Afshâryan) byla dynastie perských šáhů, vládnoucí v letech 1736–1796, do roku 1747 i v Afghánistánu, po roce 1749 jen v severovýchodní části Persie (Chorásán). Za vlády Nádira Šáha dosáhla Afšárovská říše největší rozlohy coby íránský stát od dob říše Sásánovců.

## Historie

### Cesta Afšárovců k moci

Nádir Šáh, zakladatel dynastie Afšárovců

Svržení šáha Husajna afghánským vzbouřencem Mírem Mahmúdem v roce 1722 vedlo ke zhroucení safíovské říše a vytvořilo na Středním východě nebezpečné mocenské vakuum. Husajnův syn Tahmásp II. musel uprchnout do Mázandaránu, zbylé prince dal popravit Mír Mahmúd, okrajová území Persie si rozdělili Rusové a Osmané. Uprostřed vzmáhajícího se chaosu začala strmá kariéra vojevůdce Oguzského (Turkité) kmene Afšárů Nádirkulí Bega, muže nízkého původu, jehož později někteří autoři označili za „perského Napoleona“.
Od roku 1726, kdy ovládl důležité město Mašhad, postupoval Nádirkulí Beg systematicky za svým cílem – znovusjednotit rozpadlou říši pod svým žezlem. Zpočátku se chytře prezentoval jako obhájce práv Safíovců, jejichž legitimita byla dána dvěma stoletími vlády v Persii, po definitivním vyhnání Afghánců v letech 1729–1730 však nebylo pochyb o tom, že skutečným vládcem říše se stal on, nikoli (nyní všeobecně uznaný) šáh Tahmásp II.
Toto nové rozložení sil se plně projevilo v letech 1731–1732, kdy skončila debaklem krátká válka s Osmany. Jelikož vojenské operace řídil Tahmásp II. a za neúspěch nesl osobní zodpovědnost, využil Afšárovec příhodné chvíle, šáha sesadil, deportoval do Chorásánu a novým panovníkem prohlásil jeho osmiměsíčního syna Abbáse III., pouhou loutku na trůně. Odtud byl už jen krůček k úplnému převzetí vlády, protože s časově omezeným regentstvím se ambiciozní vojevůdce mohl jen stěží spokojit – dne 8. března 1736 Afšárovec tento krok v múgánské stepi učinil a přijal jméno Nádir Šáh.

### Výboje Nádira Šáha

Persie za Afšárovců

Vládu Nádira Šáha provázelo neustálé válčení se sousedy říše, na východě i na západě. Nejprve byli roku 1737 podrobeni Afghánci, kteří Peršanům připravili ve dvacátých letech tolik problémů, a pak se Nádir vypravil do boje proti velkým mogulům v Indii, jejichž stát již procházel pozvolným úpadkem. Afšárovská vojska snadno obsadila Láhaur v dnešním Pákistánu, poté porazila Násiruddína Muhammada Šáha poblíž Dillí a z hlavního města odvlekla proslulý paví trůn (Tacht-e táús) se spoustou drahocenností (byl mezi nimi i známý diamant Kúh-e núr – Hora světla). V dobytém Dillí zahynulo asi 20 000 obyvatel.
Nádir Šáh se po těchto vítězstvích obrátil proti Bucháře a Chívě a roku 1740 přinutil Džánovce Abú-l-Fá'iza, aby uznal starou hranici mezi Íránem a Túránem na řece Amudarja. Následovalo dobytí Bahrajnu, Ománu, Ázerbájdžánu a kavkazských krajů, čímž perský stát dosáhl větší rozlohy než před rokem 1722.

### Dezintegrace říše
Navzdory velkým vojenským úspěchům nedokázal Nádir Šáh zabránit hospodářskému úpadku říše, v neposlední řadě proto, že ukořistěné poklady nevěnoval pro blaho země, ale nechal je uložit v kalátské pevnosti, kde byly k nepotřebě. Jeho tvrdé vymáhání daní, despotické způsoby a ke konci života i nadměrná podezřívavost vůči okolí vyvolaly několik povstání, jež byly tvrdě potlačeny.
Po Nádirově zavraždění v roce 1747 se nově vytvořená říše téměř okamžitě rozpadla. Na východě se prohlásil šáhem vůdce afghánského kmene Durrání Ahmad Chán Abdálí (1747–1773), který se stal zakladatelem moderního afghánského státu. Ztraceny byly i středoasijské a indické državy a v samotné Persii vzplanuly vnitřní boje. Nádirův synovec Ádil Šáh byl již po roce na trůně oslepen svým bratrem Ibráhímem a toho zase v květnu 1749 sesadil Nádirův vnuk Šáhruch, který se jako prvorozený syn někdejšího korunního prince Rezákulího pokládal za právoplatného dědice říše.
Ani Šáhruchova vláda neprobíhala pokojně, přestože byli hned na jejím počátku zavražděni oba předchozí panovníci, a v prosinci 1749 byl rovněž tento Afšárovec sesazen a oslepen – po 40 dnech se však znovu chopil moci, i když už jen v části Persie, Chorásánu. V mezidobí si uzurpoval titul šáha Safíovec Sulajmán II. a po jeho pádu jiný Safíovec Ismá‘íl III., což dále prohloubilo všeobecný rozvrat a chaos. Výsledkem všech těchto převratů bylo jakési dvojvládí, či lépe řečeno trojvládí: v Afghánistánu vládl šáh Ahmad, v chorásánském Mašhadu panoval pod Ahmadovou ochranou Šáhruch a na západě byl šáhem Ismá‘íl III., který se stal loutkou v rukou energického vůdce lúrského kmene Zand, Karíma Chána, někdejšího Nádirova vojevůdce.
Slepý Šáhruch přežil všechny tyto mocné i méně mocné muže a teprve expanze kádžárovského náčelníka Ágy Muhammada Chána v devadesátých letech učinila jeho vládě konec. Dne 14. května 1796 byl Ágá Muhammad Chán, který již v roce 1794 porazil posledního zandského vládce Lotfa Alího Chána, prohlášen novým perským šáhem a poslední Afšárovec Šáhruch, pouhý stín moci, byl v Mašhadu brutálně umučen k smrti.

## Náboženská politika
Nádir Šáh byl oproti svým safíovským předchůdcům sunnita, takže jeho náboženská politika musela být nutně jiná než za dřívějších vladařů, vášnivých zástánců šíitismu, kteří po celou dobu vystupovali i jako duchovní autority. Sám Nádir byl relativně liberální muslim a jeho snahou bylo jakési vyrovnání mezi oběma směry islámu, zčásti motivované politicky (otupit neshody se sunnitskými Osmany), avšak tento záměr ztroskotal na odporu poddaných, u nichž už ší‘a zapustila hluboké kořeny. Persie zůstala i nadále baštou heterodoxie v islámském světě.

## Kultura
Z hlediska kulturního byl vývoj v Íránu v době vlády afšárovské dynastie mnohem méně dynamický než v oblasti politické. Mezi dějepisci vynikl především Muhammad Mahdí Chán Astarábádí (práce Ta'rích-e džahángušá-je Nádirí – Historie dobyvatele světa Nádira a Durre-e Nádire – Perla Nádirova), který rovněž sestavil gramatiku čagatajštiny a cenný listář. V poezii se stala populární Šáhnáme-je Nádirí (Nádirova kniha královská) z pera Muhammada Alího Túsího, v níž se podobně popisoval život prvního Afšárovce.
V oblasti architektury se spíše udržovaly stávající stavby, než budovaly nové, přičemž určitou výjimkou je afšárovské sídelní město Mašhad, kde např. Nádir Šáh přistavěl k mauzoleu imáma Rezy druhý minaret a dal zde zbudovat i svoji hrobku.

## Seznam afšárovských šáhů
- Nádir Šáh (1736–1747)
- Ádil Šáh (1747–1748)
- Ibráhím (1748–1749)
- Šáhruch (1748–1749 a 1750–1796)